# Малые Слудицы
Ма́лые Слу́дицы — деревня в Гатчинском муниципальном округе Ленинградской области.

## История
Согласно картам Ф. Ф. Шуберта 1844 года и С. С. Куторги 1852 года, на месте будущей деревни располагалась мыза Петро-Амальинская.

ПЕТРОВСКО — деревня, число жителей по X-ой ревизии 1857 года: 22 м. п., 20 ж. п. (из них дворовых людей — 3 м. п., 1 ж. п.)

ПЕТРОВСКАЯ — деревня владельческая при реке Оредеж, число дворов — 7, число жителей: 21 м. п., 21 ж. п.; (1862 год)

Согласно подворной описи 1882 года:

ПЕТРОВСКО — деревня Слудицкого общества Глебовской волости
  
домов — 10, душевых наделов — 19,  семей — 6, число жителей — 28 м. п., 20 ж. п.; разряд крестьян — собственники

В конце XIX — начале XX века деревня административно относилась к Глебовской волости 1-го стана Лужского уезда Санкт-Петербургской губернии.

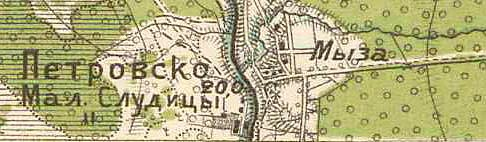
План деревни Малые Слудицы. 1913 г.

К 1913 году количество дворов в деревне Петровско (Малые Слудицы) увеличилось до 11.
Согласно военно-топографической карте Петроградской и Новгородской губерний издания 1915 года деревня Малые Слудицы насчитывала 4 крестьянских двора, рядом с ней располагалась «мыза Петро-Амильинская».
Согласно данным переписи населения СССР 1926 года в деревне Петровско Слудицкого сельсовета Глебовской волости Троцкого уезда проживали 87 человек, все русские.
В 1927 году население деревни составляло 434 человека.

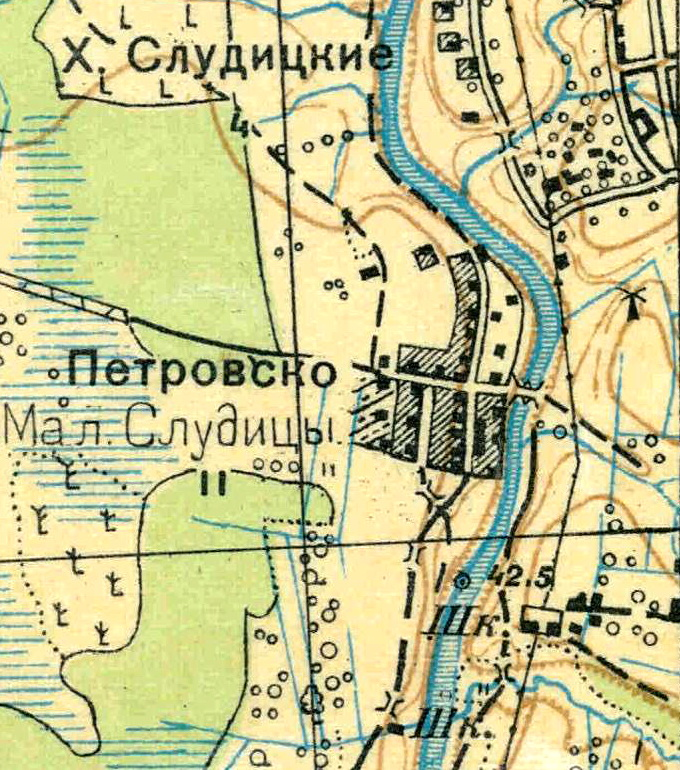
План деревни Малые Слудицы. 1931 год

Согласно топографической карте 1931 года деревня называлась Петровско (Малые Слудицы) и насчитывала 11 дворов. В деревне было две школы.
По данным 1933 года деревня называлась Петровское и входила в состав Слудицкого сельсовета Красногвардейского района.
В 1940 году население деревни составляло 79 человек.
C 1 августа 1941 года по 31 января 1944 года находилась в оккупации. После войны не восстанавливалась. 
По данным 1966, 1973 и 1990 годов деревня называлась Малые Слудицы и входила в состав Минского сельсовета.
В 1997 году в деревне проживали 6 человек, в 2002 году — 10 человек (все русские), в 2007 году — 8.

## География
Деревня расположена в юго-восточной части района на автодороге 41К-105 (Мины — Новинка).
Расстояние до административного центра поселения, посёлка городского типа Вырица — 23 км.
Расстояние до ближайшей железнодорожной станции Слудицы — 8 км.
Деревня находится на правом берегу реки Оредеж, к востоку от посёлка при станции Слудицы.

## Демография
| 2007 | 2010 | 2017 |
| ---- | ---- | ---- |
| 8    | ↗10  | ↘7   |

### Национальный состав
Согласно данным Всероссийской переписи населения 2021 года в деревне проживали 43 человека, все русские.